# Halcampa elizabethae
Halcampa elizabethae är en havsanemonart som beskrevs av Heinrich Andres 1883 nomen oblitum?. Halcampa elizabethae ingår i släktet Halcampa och familjen Halcampidae. Inga underarter finns listade i Catalogue of Life.